# هانس هاوسمان
هانس هاوسمان (آلمانی: Hans Haußmann; ۳۰ مارس ۱۹۰۰ – ۱ سپتامبر ۱۹۷۲) بازیکن هاکی روی چمن اهل آلمان بود.